# Hidetoshi Nakamura
Hidetoshi Nakamura (jap. 中村 秀利 Nakamura Hidetoshi; ur. 12 lipca 1954, zm. 24 grudnia 2014) – japoński seiyū, aktor dubbingowy i narrator związany z agencją 81 Produce. Znany był między innymi jako kapitan Strydum w anime Grappler Baki.
Dubbingował takich aktorów jak Bruce Willis i Willem Dafoe.
Zmarł w 2014 roku w wieku 60 lat w wyniku krwotoku podpajęczynówkowego.

## Role głosowe
- 1985: Kidō Senshi Zeta Gundam – Buran Blutarch
- 1992: Yu Yu Hakusho – Gondawara
- 1993: Kidō Senshi Victory Gundam – Tassilo Vago
- 1996: Kidō Shinseiki Gundam X – Abel Bauer
- 1998: Cowboy Bebop –
  - Otto,
  - Carlos
- 1999–2000: Digimon Adventure – Meramon
- 1999–2002: Pokémon –
  - Debo,
  - Kaido,
  - doktor Shiranui
- 2001: Grappler Baki – kapitan Strydum
- 2003: MegaMan NT Warrior – Shademan
- 2005: Oh! My Goddess – Almighty
- 2007: Rental Magica – Oswald Lenn Mathers
- 2009: To Love-Ru – Gid Lucione Deviluke
- 2010: Motto To Love-Ru – Gid Lucione Deviluke
- 2011: Bakuman – Torishima